# Sonkovo
Sonkovo (ruso: Сонко́во) es un asentamiento de tipo urbano de Rusia, capital del ókrug municipal homónimo en la óblast de Tver.
En 2021, el asentamiento tenía una población de 3553 habitantes.
Se ubica unos 25 km al este de Bézhetsk y unos 30 km al sur de Krasni Jolm.

## Historia
Fue fundado en 1870 como poblado ferroviario de la línea de ferrocarril de Rýbinsk a Bologoye. Su topónimo original fue "Savélino", en referencia a su ubicación junto a la aldea de Savélija. La familia noble Nedoveskov, propietaria de las tierras del poblado, aprovechó la situación para resolver sus problemas económicos derivados de la reforma de 1861, vendiendo sus terrenos a medianos propietarios, lo que llevó a un rápido crecimiento del poblado. En 1898-1899 pasó a ser un cruce ferroviario al abrirse aquí ramales a Kashin y Krasni Jolm, que se extendieron en años posteriores como nuevas líneas. En 1903, el poblado de Savélino adoptó su topónimo actual "Sonkovo" para evitar confusión con la estación ferroviaria de Saviólovo, ubicada a las afueras de Kimry.
La Unión Soviética le dio el estatus de asentamiento de tipo urbano en 1927, y en 1929 estableció aquí la capital de uno de los distritos de la óblast de Moscú, aunque desde 1935 pasó definitivamente a formar parte de la óblast de Kalinin.